# Sphaeropoeus tigratus
Sphaeropoeus tigratus är en mångfotingart som beskrevs av Filippo Silvestri 1897. Sphaeropoeus tigratus ingår i släktet Sphaeropoeus och familjen Zephroniidae. Inga underarter finns listade i Catalogue of Life.